# Uncastillo
Uncastillo (Uncastiello en aragonès) és un municipi d'Aragó situat a la província de Saragossa i enquadrat a la comarca de Las Cinco Villas i situada a uns 115 kilòmetres de la capital aragonesa. El terme municipal té una extensió de 230 km² i està situat a una altitud de 601 metres sobre el nivell del mar.

## Geografia
El terme municipal d'Uncastillo limita al nord amb Sos del Rey Católico, Petilla de Aragón, Isuerre i Lobera d'Onsella; per l'est per Luesia i Biota; pel sud amb Biota, Sádaba i Layana; i per l'oest amb Sádaba, Castiliscar i Sos del Rey Católico.
Uncastillo està assentada en una vall prop dels rius Riguel i Cardenas i la seva estructura urbana es concentra al voltant del castell, que s'alça sobre la penya Ayllón, un lloc emblemàtic del poble.

El terme municipal presenta una gran varietat de paisatges que van des de zones muntanyoses del prepirineu fins a la depressió de la vall de l'Ebre.

## Història
Al municipi d'Uncastillo s'hi han trobat restes arqueològiques des de l'edat dels metalls fins a l'època romana.

Sota domini musulmà, el poble va esdevenir un important punt estratègic militar i després de la reconquesta, Uncastillo va passar a mans del rei de Pamplona Sancho Garcés I. Durant el regnat de Sancho III es va consolidar com a frontera i es van construir a prop més fortificacions i castells, i a partir de la desvinculació del regne d'Aragó del regne de Pamplona, va començar l'avanç dels cristians per tota l'esplanada de Las Cinco Villas.
El punt àlgid de la població va ser durant el segle xii, en el qual s'hi van aixecar nombroses esglésies i temples, fet que va fer augmentar l'economia del poble i les interaccions socials, artístiques i culturals.

A partir del segle xiii, el poble va entrar en un declivi econòmic a causa de l'avanç dels cristians durant la reconquesta. Uncastillo va passar a ser un poble de segon pla, ja que la població avançava cap a les terres llevantines molt més fèrtils.
Entre els principals monuments d'Uncastillo, destaquen les esglésies de Santa Maria, San Martín, San Juan, San Felices, San Lorenzo i San Miguel, a més a més de les restes del seu castell.